# قواعد المنشأ

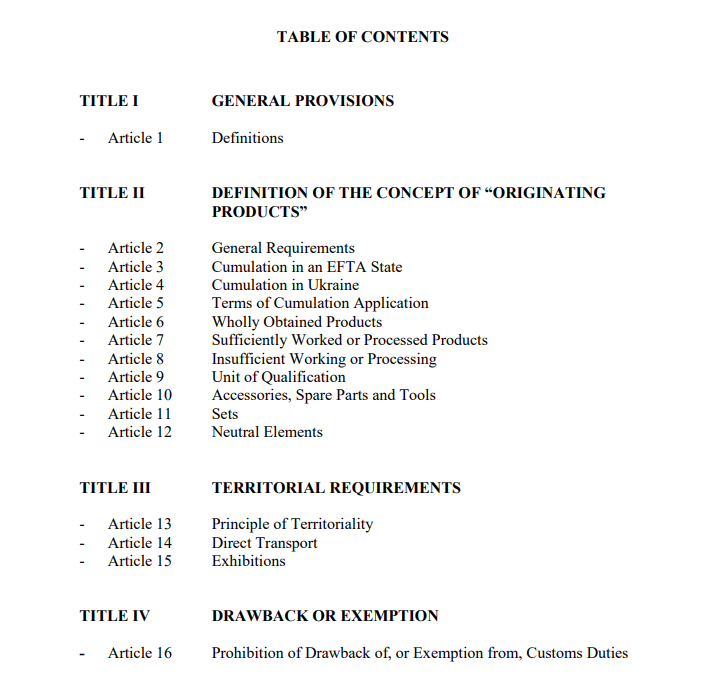

قواعد المنشأ هي مجموعة من القواعد التي تتضمنها الاتفاقيات التجارية بهدف تسهيل تحديد بلد المنشأ الذي قد يستفيد في الحصول على إعفاءات جمركية تفضيلية منصوص عليها في اتفاقيات التجارة الحرة.
```
تنبع الحاجة إلى وضع قواعد علامة 
بلد المنشأ
 من حقيقة أن تنفيذ تدابير السياسة التجارية، مثل التعريفات 
الجمركية
 والحصص والتدابير العلاجية التجارية، في حالات مختلفة، يعتمد على وسم أو علامة (بلد المنشأ) للمنتج المعني.
```

لقد صارت قواعد تحديد بلد المنشأ موضوعاً صعباً في التجارة الدولية، ليس فقط لأنها تشكل مجالاً تقنياً للغاية في وضع القواعد، بل أيضاً لأن تحديدها وتطبيقها لم تتسق وتتوافق في جميع أنحاء العالم. ويزداد هذا النقص في الاتساق بروزاً في عصر الإقليمية، حيث يتزايد عدد اتفاقات التجارة الحرة المبرمة، مما يخلق تأثير وعاء السباغيتي.
ويرد التعريف الأكثر شمولاً لقواعد بلد المنشأ في الاتفاقية الدولية لتبسيط ومواءمة الإجراءات الجمركية (اتفاقية كيوتو)، والتي دخلت حيز النفاذ في عام 1974 ونقحت في عام 1999. ووفقاً للمرفق K المحدد من هذه الاتفاقية:
يُقصد بقواعد وسم بلد المنشأ الأحكام المحددة، الموضوعة من المبادئ التي وضعتها التشريعات الوطنية أو الاتفاقات الدولية ("معايير المنشأ")، التي يطبقها بلد ما لتحديد منشأ السلع.
ويوضح التعريف أن قواعد وسم بلد المنشأ هي أساساً "معايير" تحديد منشأ السلع. ويمكن تطوير هذه المعايير من المبادئ الواردة في التشريعات الوطنية أو المعاهدات الدولية، ولكن تنفيذ قواعد بلد المنشأ (أي إصدار الشهادات والتحقق) يكون دائماً على المستوى القطري. ومن المهم أيضا أن نلاحظ أن الغرض من قواعد الوسم أو العلامة هو تحديد بلد المنشأ، وليس منطقة جغرافية مثل المنطقة أو المقاطعة (وهو أمر مهم جدا في مجال حقوق الملكية الفكرية). وغالباً ما يوجد بلد المنشأ في علامة أو وسم السلعة، على سبيل المثال "منتج من الصين"، "صنع في إيطاليا"، إلخ.
وبالنظر إلى العدد المتواضع لأعضاء منظمة الجمارك العالمية المنضمين إلى المرفق K المحدد (الانضمام إلى المرفقات المحددة اختياري)، فإن اتفاقية كيوتو لها تأثير ضئيل إلى حد ما على تطبيق قواعد المنشأ في التجارة الدولية. غير أن هذه الاتفاقية توفر العديد من التعاريف والمعايير الهامة التي تُستخدم كأساس منسق للقوانين الوطنية والاتفاقات التجارية لصياغة قواعد المنشأ. وبصرف النظر عن تعريف قواعد المنشأ، فإنها توفر أيضاً تعاريف "بلد المنشأ" و"التحويل الجوهري" وعدداً من الممارسات الموصى بها.

## مصدر
1. ↑  مصطلحات الاستيراد والتصدير نسخة محفوظة 30 أكتوبر 2017 على موقع واي باك مشين. [وصلة مكسورة]
2. ↑  "What is the "Spaghetti Bowl Phenomenon" of FTAs?". RIETI.
3. ↑  "Specific Annex K, Revised Kyoto Convention".
4. ↑  "Comparative Study on Preferential Rules of Origin"